# MÁV 387
Az  SKV 1-3 sorozat egy szerkocsis keskeny nyomtávú gőzmozdonysorozat volt a Selmecbányai Keskenynyomtávú Vasútnál.
1872-ben A Sigl bécsi gyára három 1000 mm-es keskenynyomtávú szerkocsis mozdonyt szállított a Selmecbányai Keskenynyomtávú Vasútnak. A vasutat 1873-ban nyitották meg személyvonati és tehervonati szolgálatra. A mozdonyok az 1-3 pályaszámokat kapták. 1897-ben egy további mozdonyt szereztek be a MÁV Gépgyártól, mely a Sigl háromcsatlós mozdonya alapján épült. A mozdonyok külsőkeretes, Stephenson vezérlésű, Hall forgattyúsok voltak.
A vasút 1897-es államosításakor a MÁV a XX osztályba sorolta őket, és az 5901-5903 pályaszámokat kapták, melyeket később 6901-6903-re változtattak, illetve az újonnan beszerzett mozdony a 6904-es pályaszámot kapta. 1911-ben a MÁV III. számozási rendszerében a 387 sorozat 001-004 pályaszámokat kapták. Az első világháború után a vasútvonal Csehszlovákiához került. A mozdonyokat átszámozták CSD U35.101-104-re. A kanyargós és meredek pályát az 1940-es években átépítették normál nyomtávúra, amit 1949-ben nyitottak meg. A mozdonyok közül az U 35.101 és 102 számút 1950-ben selejtezték. A másik két mozdony 1955-ben a Kassai Úttörővasúthoz került, ahol 1962-ig üzemelt. A 103 pályaszámút a Kassai Technikai Múzeumnak felajánlották, de ott nem mutattak érdeklődést iránta, így selejtezték.